# Чистиков, Александр Николаевич
Алекса́ндр Никола́евич Чи́стиков (род. 1956) — российский историк, доктор исторических наук (2007), исследователь истории обороны Ленинграда.

## Биография
А. Н. Чистиков родился 8 июля 1956 года в селе Емецк Холмогорского района Архангельской области.
С 1973 по 1978 год Александр Николаевич учился в Ленинградском государственном университете на историческом факультете. В 1978—1979 годах он преподавал историю в школе № 18 в городе Северодвинск.
В 1979—1982 годах Чистиков обучался в аспирантуре Ленинградского отделения института истории РАН, а затем был младшим научным сотрудником, в 1986 — научным сотрудником отдела истории советского общества, в 1992 — старшим научным сотрудником отдела современной истории России, в 2000 — исполняющим обязанности заведующего, а затем заведующим отделом современной истории России, в 2013 — заместителем директора по научной работе Санкт-Петербургского института истории РАН и с 2019 — заведующим отделом современной истории России Санкт-Петербургского института истории РАН.
В 1982—1987 годах Александр Николаевич был преподавателем в Ленинградском государственном институте культуры им. Н. К. Крупской.
В 1984 году он защитил кандидатскую диссертацию на тему «Продовольственная политика Советской власти в годы гражданской войны (на материалах Петрограда)».
С 2002 года Александр Николаевич является членом Учёного совета СПбИИ РАН.
В 2007 году Чистиков защитил докторскую диссертацию на тему «Партийно-государственная бюрократия Северо-Запада Советской России 1917—1920-х гг.».

## Основные работы
Книги
- Обыватель и реформы. Картины повседневной жизни горожан в годы НЭПа и хрущевских реформ (2003; в соавт. с Н. Б. Лебиной)
- Ленинград в годы Великой Отечественной войны: очерки, док., фот., (1941—1945) / Санкт-Петербургский институт истории РАН, Арх. ком. Администрации Санкт-Петербурга, Информ.-изд. фирма «Лики России»; [авт.-сост.: В. М. Ковальчук, А. Н. Чистиков]. — Санкт-Петербург : Изд.-полиграф. сервис. центр, 2005.
- Ленинград и ленинградцы в годы блокады. СПб.: Лики России, 2012. (в соавт. с В. М. Ковальчуком).

Статьи
- Донести до читателя: ленинградская пресса 1950—1960-х гг. о зарубежных поездках советских туристов // Триста лет печати Санкт-Петербурга: Материалы международной научной конференции. Санкт-Петербург. 11-13 мая 2011 года. — СПб : Государственный музей истории Санкт-Петербурга, 2011.

Диссертации
- Продовольственная политика Советской власти в годы гражданской войны (на материалах Петрограда): диссертация… кандидата исторических наук — Ленинград, 1984.
- Партийно-государственная бюрократия Северо-Запада Советской России: 1917—1920-х гг. : диссертация… доктора исторических наук; [Место защиты: С.-Петерб. ин-т истории РАН]. — СПб, 2007.